# جورج إبراهام
جورج إبراهام (31 أكتوبر 1958 - ) (بالإنجليزية: George Abraham)‏ هو لاعب كريكت بريطاني.